# Olle Lanner
Olof Gustaf Reinhold "Olle" Lanner (30. december 1884 – 26. juli 1926) var en svensk gymnast som deltog i OL 1908 i London.
Lanner blev olympisk mester i gymnastik under OL 1908 i London. Han var med på det svenske hold som vandt holdkonkurrencen i multikamp.